# Философское учение Прокла Диадоха
В статье рассказывается о философском учении античного философа-неоплатоника, руководителя Платоновской Академии Прокла Диадоха.

## Учение в целом
Как греческий неоплатоник, Прокл стремился обнаружить логическую и метафизическую структуру, в которой единство охватывает, но не душит разнообразие. Он предположил лежащее в основе универсума единство сущего и самого себя, Я, но стремился утверждать разнообразие мысли и существования. Это привело его к пониманию вещей как различных видов одного общего целого, каждая часть которого есть постигающая остальные, но своим собственным особенным, ограниченным способом. Есть последовательные уровни осознания, мысли и существования, которые выстраиваются от уровня обычного опыта, где мы постоянно сталкиваемся с мимолётным пониманием столь же мимолётного мира, до того последнего уровня, где мы созерцаем первоначала и полное целое неразличённым, сверхинтуицией. Рассудок, которому помогает воображение, поднимает нас к тому высшему состоянию, которое есть сразу же и основание религиозных и этических ценностей.
Прокл интересовался интегрированным пониманием природы вещей.
Задающие вопросы о том, как и что именно мы знаем, наши восприятия и верования вызывают вопросы вида: каково начало познания? Какова природа ума? Вещей, которые мы мыслим и чувствуем? Сущего? Для Прокла даже вопросы о добродетели, моральном суждении и действии, Боге, вере и спасении — все разъясняются через отнесение их к вопросам об их началах и природе.
Никакой предмет не избежал его внимания, включая в себя интерпретацию поэтических трудов, где Прокл рассматривал язык как посредника для более глубоких истин. Философское исследование приводит к вопрошанию, какой именно порядок сущего лежит в основании вещей, в области ли ума, ценностей, науки или литературы.
Система Прокла сложна, и он использует очень технические термины (большинство из которых имеют корни в трудах Платона, Аристотеля и Плотина). Существуют различные комплексные концепции о нашей среде и о наших я, не потому что люди необходимо имеют яркие мечты, но потому что сама по себе реальность сложна.
Наличие в нас проблеска знания означает некоторое единство между нашим умом и объектами мысли. Кроме того, единство существенно для тождества вещей, и без этого они были бы немыслимыми, и концептуально нереальными.
'Единое' есть изначальный абсолют, и оно фундаментально для интеллигибельности и существования.
Мыслитель, мысли и сущие есть нечто одно. Вещи не разъединены, но распределены по уровням постоянно увеличивающегося единства.
Следовательно, вопросы о различных видах бытия, познании, благе и т. д., становятся вопросами об уровнях.
Для неоплатоника понимание такой схемы вещей есть залог продвижения к благой жизни и достижения того, что со дней Платона восхваляли как цель человеческих стремлений, «истинное счастье» или eudaimonia.

### Метафизика
Свою метафизическую позицию Прокл разделяет с неоплатониками.
Он реалист в том плане, что принимает сущее, независимое от того, что мы, люди, думаем о нём.
Но собственно сущее не есть физическое, потому что доступное пяти чувствам, является эпизодическим и иллюзорным.
Вещи, которые существуют, доступны уму с условием, что такой ум и его идеи суть не только персональны, но и объективны, и универсальны (это можно проследить до пересмотра концепции ума у Аристотеля Александром Афродисийским).
В своём ответе на проблему единого/многого Прокл держится между постижением вещей как несоизмеримых и их неразличимого единства. Он использует правило смеси, сформулированное в теории материальных веществ у Анаксагора, но которое во времена Плотина было распространено на область ума и понятий: «Все находится во всем, используя способ, соответствующий каждому». Если вещи (мыслимые и материальные) в конечном счёте едины, то они не могут иметь чётких границ, различающих их, но должны пребывать в некотором смысле ‘все внутри всех’. Сходство и несходство заменяет строгое тождество и различие (Платоновская теология III 7 S и W, VI 347-50 Portus; утверждение Первооснов теологии 108).
Это метафизическое основание объединяется с перебором логически возможных вариантов высказываний с x (то есть: x; x и не-x; не-x), и ведет к цепям 'посредников', которыми знаменит Прокл.
Триадическое развитие системы Прокла обусловлено принципом: «Любые два полярные (прямо противоположные; x и не-x тоже считаются противоположными) термина имеют один или более посредника, которые более или менее подобны каждому полюсу».
Этот принцип можно представить также как частный случай более общего принципа: «термины или понятия, различающиеся в чём-то, должны быть в чём-то схожи». Из последней формулировки видно, что для полагания противоположных терминов необходимо существование чего-то общего между ними. Этот посредник будет являться универсалией, что делает неизбежным вопрос о его онтологическом статусе, то есть выводит нас на проблему универсалий.
Итак, для Прокла чтобы мыслить, нужно различать, а чтобы было что-то различное, должно быть что-то общее. Это восходит к платоновскому положению, что мышление состоит в различении и соединении. Презумпция наличия чего-то общего между любыми мыслимыми вещами ведёт к полной немыслимости Единого — первоначала системы Прокла (см. ниже), поскольку наличие общего с чем-то другим аспекта противоречило бы его абсолютному единству. Различие в мыслимости обусловливает различие в способах существования мыслимого и Единого: первое существует постольку, поскольку определено, а второе — постольку, поскольку его существование является условием возможности любой определённости.
Хотя тройственные лейтмотивы появляются в подавляющем большинстве случаев (для примеров см. ниже о причастности), в действительности же можно вставить столько посредников, сколько потребуется (см. многозначные логики).
Однако Прокл не признаёт, что все, что можно мыслить, заслуживает места в реальности: только те мыслимые вещи, которые не зависят от единичного ума (Комментарий на Парменид Платона, строка 1054, 895-7), но могут стоять уже на своём собственном 'основании' (иначе говоря, основываться на своём собственном существовании, на своей собственной ипостаси).
Задача философа состоит в том, чтобы обнаружить истинные подлинно сущие термины.
Чтобы извлекать смысл из разнообразия, мы группируем вещи с общими характеристиками.
Но это поднимает вопрос о статусе такой характеристики и о том, каково её отношение к группе и частям. Прокл различает три смысла 'целого', и признает все выводы из высказывания, что целое является суммой частей плюс причина его единства (см. также Аристотель, Метафизика 1041b, и, особенно, Платон, Теэтет 204-5).
По существу целое есть монада, которая не может быть расчлененана: она есть ‘целое до частей' (утверждение Первооснов теологии 67-9).
Типовой характеристикой для группы в её чистом состоянии является такое нерасчленимое целое.
Она полагается как прототип, который определяет и охватывает все возможные частные формы этой группы.
Много частей целого выражают прототип, но неравноценно, потому что они имеют его в различных состояниях (например, свет сам по себе, свет солнца, свет светлячка). Тогда атрибут может рассматриваться как ряд, возглавляемый своим собственным прототипом (например, монадой жизни), за которым следует множество разнообразных форм, где этот же атрибут обнаруживается (например, жизнь животного, жизнь растения).
В Платоновской философии отношение 'Идеи' к её материальным единичным вещам часто описывалось как причастность, потому что каждая единичная вещь не может быть объявлена обладающей всей Идеей — см., например, Парменид Платона.
Для позднего неоплатоника причастность распространяется и на отношения между концептуальными объектами, таким образом Прокл говорит в общих чертах о том, что «участвует в» и о ему «причастном».
Проблема «причастности» (каким образом Идея может делиться и тем не менее поддерживать свою целостность) решается в прокловской теореме о целом и части: целое в самом себе есть на самом деле отделённая (от низшего) вещь, которая освобождена от непосредственного распространения в части: она является «непричастным» — см. Первоначала теологии.
Таким образом, мы достигаем триады «не допускающее причастности себе — допускающее причастность себе — причастное».
Поскольку Прокл имеет дело с метафизическим порядком, где атрибут более совершен и реален, чем его субъект-подлежащее, он далее различает между подверженным причастности атрибутом, который завершён и овеществлён в самом себе ('самогипостазирующийся'), и подверженным причастности, который должен быть всегда в пределах причастного, чтобы исполнять причастность (такие атрибуты называются образ и след). Между полностью трансцендентным ('неподверженным причастности' или 'не допускающим причастности себе') атрибутом и полностью имманентным атрибутом (то есть атрибутом не только постигаемом нами, но зависящим в своём существовании от нашего мышления) находится самостоятельный имманентный атрибут.
Этот посредник — основание точки зрения Прокла. Посредник указывает на объективные реальности (например, космические тела, определённые универсальные силы и свойства, духи) которые пребывают в пределах досягаемости нашего постижения, но независимы от нас.
Постоянное «истечение» от единства к множественности Прокл называет «исхождением» (эманация). Оно оставляет источник «пребывающим», неумаляемым. Вещь, которая «исходит», разбавляет характеристики источника и изменяется из-за условий, в которых она обнаруживается (например, Жизнь сама по себе становится жизнью ума, или жизнью растений).
Однако, то, что «нисходит» во множественность, никогда не разъединяет свою связь со своим первоначальным, чистым состоянием, иначе оно полностью потеряло бы своё определение (то есть, жизнь растения — все еще жизнь, а не часть растения).
«Возвращение» — тенденция или движение восстановления потерянного чистого определения (которое «пребывает» неизменным).
Пребывание, исхождение, возвращение не суть отдельные статические состояния, но три различимые момента единого динамического процесса; всё подвергается всем этим моментам, находясь в противоречивом положении с Единым. Эти три процесса применяются к каждой форме, свойству или объекту. Источник этой триады имеется уже у Плотина).

### Уровни сущего
Вещи состоят из уровней качеств соответствующих степеней реальности.
Различные степени — также модусы (состояния), потому что они изменяют любую форму, свойство или объект «способом, соответствующим каждому». (Это — философское основание для большого числа специфических обстоятельств в словаре Прокла и последующих неоплатоников). Степени связаны в широкие уровни (в дополнение к единству), типичные: реальное существование, жизнь, ум, душа, природность и тело. Каждый уровень имеет свою «неподверженную причастности монаду», за которой следует множество, которое подвергается причастности: например, Ум и умы. Движение от одного уровня к другому включает в себя «снижение» (hyphesis) или «возвышение» (anagoogee). Свойства накапливаются последовательно: реальное существование имеет единство, жизнь имеет реальное существование и единство, ум имеет жизнь, реальное существование, и единство, и т. д.
Таким образом «возвышение» также является причиной некоторого аналитического возведения к первоначалам.
Прокл располагает уровни сущего по степеням совершенства (завершенности) и по степени общности (обе шкалы совпадают, так что более общее есть и более совершенное — Платоновская теология, III 20-6), по сути это инверсия Аристотелевской схемы ценностей. Душа превосходит тело, потому что она совершенствует его. Ум совершенствует душу, но также и является более общим, потому что даже животные имеют «след познания». Жизнь превосходит ум, потому что она является более общим понятием, большим по объему, и не может быть безжизненного ума. Существование, аналогично, выше, потому что даже неодушевлённые предметы имеют существование. Правило, которое выводится из теоремы целого/части Прокла: Чем ближе понятие к сущему, тем более общим оно является.

### Единое, Благо и божественное
Самое большое единство, Единое, превосходит каждое возможное атрибутирование, положительное или отрицательное, и поэтому не может быть понято прямо. Оно превосходит само состояние существования, таким образом, Прокл называет его «не сущим» (Первоосновы теологии 138), то есть «до существующего». Это абсолютное метафизическое состояние совпадает с состоянием ценности, так как нерасчленённое единство — окончательное совершенство (завершённость), желаемое всеми. Единое тождествено Благу, и как высшее совершенство, ценность и причина, является Богом. Как полностью неподверженный причастности, Бог трансцендентен, непостижим и невыразим. Как единство, сущностное для всего, что существует, божественное сияние имманентно самому низшему материалу (см. Первоосновы теологии 145).
Однако, Прокл тщательно отличает собственно божественность от обожествления по причастности (например, от божественного тела).
В собственном смысле божественны только Единое и 'самогипостазирующиеся' единства (см. рассуждение о генадах, данное ниже), и благодаря расширению смысла термина эти объекты предицируются такому единству (Первоосновы теологии 114).
Непостижимое божество может быть приближено интеллектуально, через снятие атрибутирования (в христианском богословии это известно как апофатический путь к Богу), или по аналогии, заключая, на что Единое походит через свои собственные известные следствия.
В конечном счёте люди могут достигать Единого, совмещая свою веру в него со своим собственным имманентным «единым» через магические и мистические действия (см. Халдейские оракулы; Ямвлих).
Такая крайняя трансцендентность почти обречена на провал. Как Единое = Благо вообще могут соотноситься с сущим? Прокл отверг два Единых Ямвлиха (полностью трансцендентное и то, которое является причиной иного). Тем не менее две основных проблемы—Как сущее произведено от предсущего? Как разнообразие является результатом абсолютной простоты? — все еще не были решены. Отвечая на первую проблему, Прокл подчеркивает гипостазируемые начала: Предел и Беспредельное (и Провидение). В ответе на вторую проблему он различает множественность «единых», генад. Единое, по существу, есть предел, ведь нет ничего иного, кроме него. Это означает, что Единое не имеет никакой границы, наложенной на него: оно беспредельно в потенции.
Предел и Беспредельное становятся отправными точками цепи причинности, которая производит уровни сущего. Предел поставляет определение и дискретность, а Беспредельное — «переполняющуюся» способность существовать в непрерывности.
Третий фактор — провиденциальная деятельность Единого, которое достигает самого низа, индивидуальных сущих и совершенствует их благодаря единству. Кроме того, если Единое — прототип единства, то оно должно быть главой многих подверженных причастности «единых», генад. Генада тогда — единство в ядре каждого существующего, и имеется столь же много генад, как и вещей, которые существуют. Собственно генады появляются в Пределе, Беспредельном и Провидении, и поэтому приносят семена различения в корень индивидуального разнообразия вещей. Прокл выделяет далее «самогипостазирующиеся генады» (то есть те единства, которые характерны для мышления без чувственного восприятия), которые относятся к вневременным или вечным объектам, это вид, которому поклоняются как богам разнообразные религии. Простые (не самогипостазирующиеся) генады суть генады, имманентные людям, животным, растениям, минералам, и так далее.

### Мыслимые сущности и душа
Самый высокий уровень, которого мысль только может достигнуть — реальное существование, или чистое существование, первая категория мыслимых сущностей. Это — объект мысли (noeeton) (Единое — вне мысли).
Здесь содержание Единого приобретает свой первый уровень проявления, в том, что оно становятся на самом деле существующим и доступным для созерцания. Прокл рассматривает объект мысли как место для универсального образца, «парадигмы» (Платон, Тимей 31a) и как место для вечности. Затем он находит средний интеллигибельный уровень, соответствующий чистой Жизни, до того как она воплощена в живых существах. Жизнь означает способность умножать содержание целого.
На последнем интеллигибельном уровне, мыслящем (noeron), пребывает Ум сам по себе. Отсюда и выше мы понимаем вещи непосредственно, как бы интуитивно. Сущность Ума — «чистое мышление», содержание Ума становится различённым благодаря могуществу Ума, отождествленного с Реей (Кратил 402) и «Богиней» Халдейских Оракулов. Активное действие Ума приводит к творческой концепции вещей (poieetikon) (Платон, Тимей 28c; Аристотель, О душе 430a12).
Творческий Ум есть Бог Демиург (Платон, Тимей 29d-30c), тот, кто дает определённую форму физическому миру.
Творец отличен от Единого, что явно контрастирует с христианской доктриной. Ум имеет два полярных созерцания: одно созерцает мыслимые сущности высшего и имеет интеллектуальные идеи и формы; другое вовлекается в создание времени, души и физических вещей обычного опыта.
Душа — то, что делает тело живым, и является сущностью между на самом деле существующим и становящимся (Комментарий на Тимей Платона III 254.13-17). В Платоновской традиции душа колеблется между двумя областями: одна интеллигибельна и за пределами времени; другая является физической и ограничивается телом, пространством и временем. Прокл, таким образом, определяет сущность души как вневременную, но её деятельность — как действие во времени, потому что она не может реализовать все своё содержание сразу же, но должна развернуть его на преходящее время. Он выделяет «неподверженную причастности монаду» души, которая находится «выше (физического) мира» (hyperkosmios) и не связана ни с каким телом. Традиционная платоновская мировая душа (та, что движет космос способом, измеряемым наукой), хотя и является чем-то уникальным, теперь становится подверженной причастности душой, тело которой — вся материальная вселенная.

### Тело, материя и Единое
Характеристические качества тела преподносятся как его природа (physis). В живых существах природа — инстинктивный, неразумный аспект жизни, который неотделим от функций тела. Природа может отличаться от собственно души (которая является целеустремлённой и отдельной от тела) и от чистого тела (которое пассивно само по себе). Однако такие дистинкции не всегда нужны и поэтому природа часто группируется с душой или телом. «Неподверженная причастности» Природа парадоксальна (Как она может быть отдельной от тела?), что объясняет, почему Прокл явно не атрибутирует ей «генады, которые имеются выше и в (физическом) мире» (Платоновская теология VI). Природа имеет Необходимость, которая определяет физическое поведение.
В самом деле, деятельность Природы создает тела непосредственно, и кажется, является монадическим источником тела; не существует неподверженного причастности тела. Тело, рассмотренное в самом себе — последнее из вещей, которые в некотором смысле существуют. Оно полностью инертно.
Живые существа двигаются из-за их витальности, а неодушевлённые — согласно их природе. Для Прокла чистое тело — количество определённой формы с трехмерной протяжённостью. Материя, с другой стороны, не есть даже определенное существо, а возможность для чего-либо быть тем, что оно есть. В низшем конце метафизической шкалы объекты становятся постепенно всё менее и менее сложными: живые существа без проблеска ума (растения), неодушевлённые, которые испытывают недостаток в жизни, и материя, которая испытывает недостаток даже в определённом сущем. То есть чем более общей и совершенной является причина, тем далее она простирает своё могущество.
На низших уровнях, вещи получают атрибуты исключительно более общего вида, не общие и особенные. Состав из свойств с максимальным их числом в ряду достигается на уровне явлений, который населяют люди. Начиная с него и вниз число частных свойств постепенно уменьшается. Таким образом, мы достигаем простоты двумя различными способами: в высшем смысле таково Единое; в низшем — материя.
По Проклу материя получает непрерывное, универсальное могущество и является непосредственным результатом распространения Единого на Беспредельное (в отличие от деления Плотином материи на интеллигибельную материю и чувственную материю). Материя обладает известной степенью блага и ценности.
Как и Единое, она является самой неясной и бесформенной: Единое является первичным по отношению к интеллигибельному определению, и материя вне его досягаемости. Это не означает, что Прокл полагал материальные объекты кратчайшим расстоянием до Единого. «Возвращение» к Единому — «возвышение» через уровни сущего в максимальном смысле, с более совершенными свойствами.

### Зло
Прокл полностью отвергает существование зла как чего-то абсолютного. Он не обнаруживает его на любом из уровней сущего, и даже в материи, которая «является некоторым образом благой». Всё, включая в себя материю, имеет свои корни в Едином, которое есть Благо.
Если бы был источник для зла (Плутарх обвинял в этом злую мировую душу, гностики — Демиурга, и христиане — дьявола), тогда зло должно быть «вне даже полной нехватки существования … далее, чем ничтожность несуществования» (Комментарий на Тимей I 374. 14-17). То, что обычно описывается как зло, указывает на относительную слабость Блага: например, когда нечто неестественно, или когда оно является плохим для осуществления своей цели или несовершенным в некотором аспекте (I 375, 381); в человеческих действиях зло имеет место, когда преступники неосведомлены о том, что является наилучшим, и имеют слабый ум и душу (О Зле 50, 40-6).
Так как зло — паразитарное и фиктивное существование (parhypostasis) (Платоновская теология I 84-5), то единственный реальный открытый выбор — преследование Блага. Это Благо мы не в состоянии достигнуть из-за невежества, несоответствия Благу средств достижения, эгоистичных страстей и других ограничений. Свобода действия тогда первоначально означает быть свободным от таких препятствий, как запрещение или искажение внутренне присущего человеку желания преследовать Благо.

### Психология
Psychee (душа) есть живая, мыслящая сущность, а человек есть существо, обладающее душой.
'Всё содержание сознания' — полезный перевод, когда душа противопоставляется совершенному 'уму' (nous), который стоит выше пристрастий души. Каждая душа может быть причиной спонтанного движения. Различие, главным образом, лежит в способе, каким движение вызывается и поддерживается с помощью ментальных способностей души.
Животная psychee проста. Она неразумна, и связана с чувственным восприятием и желаниями, хотя и имеет проблеск ума. Человеческая душа смешивает разумные и неразумные аспекты (не части, потому что сама по себе душа неразделима).
Таким образом, люди могут вести широкий диапазон жизней в зависимости от того, насколько они позволяют одному аспекту своей души управлять другим.
Отражая сложность своей конституции, человеческий ум/душа имеет много способностей или 'сил'. Неразумная сторона души имеет дело с внешними данными физического мира. С чувственным восприятием (aistheesis) душа получает чувственные качества материальных объектов через органы чувств. Разнообразные впечатления, «аффекты», в начале организуются в объединённое впечатление. Затем, с помощью её способности, формирующей мнение (doxa), душа формирует базовые веры от органов чувств и любые суждения об источнике этих чувственных впечатлений. Наконец, душа визуализирует вещи внутри себя, благодаря её способности, создающей изображения (phantasia).
Разумная сторона души имеет дело с излияниями от ума, когда использует свою самую высокую способность, называемую логосом (обоснование, определение и моделирование), индивидуальное сознание имеет доступ к «неистощимому источнику» идей и вдохновения.
Но, будучи единичным, человеческое сознание признает их фрагментированными (не как мыслящие целостности).
Душа имеет также свои собственные понятия: ‘psychee никогда не было чистой доской, но доской, которая всегда надписана и всегда пишет саму себя и надписана умом (Комментарий на Первую Книгу Начал Эвклида 16. 8-10).
Понимание — результат ментальных дебатов между последовательными аргументами и утверждениями: то есть, оно есть результат 'дискурсивного' рассуждения.
Чтобы сравнивать различные понятия, разумная душа, кажется, использует своё собственное воображение (phantasia), и рассматривает представления понятий как проекции на экране сознания, происходящие из внутренних и внешних источников.
Через согласование представлений душа может пополнять или исправлять впечатления от чувств.

### Душа и тело
Индивидуальная душа, будучи единичной, является неполной и несовершенной: она знает это и желает, чтобы другие вещи завершили её.
Полупознание приносит ощущение дерзости (tolma), которая приводит в результате к полному нисхождению души в тело (в отличие от Плотина, который позволил части души пребывать не нисходящей).
Однажды оказавшись в ‘устричной скорлупе’ тела, душа жаждет собственного завершения и объединения.
Отсюда душа может быть поднята, ‘быть спасена’, тремя дополнительными способами, которым помогают соответствующие преподаватели и руководящие духи.
С эротической любовью она стремится объединяться с высшей жизнью (как в Пире Платона).
С философским созерцанием душа достигает мыслимых сущностей и размышляет о первоначалах.
С теургией (см. также Халдейские Оракулы; Ямвлих) душа достигает высшей точки в скачке веры (pistis), который объединяет собственную 'генаду' души со всесовершенным Единым.
Единичная душа, через незнание своего места, может, таким образом, низойти и подняться неограниченно через все уровни мысли и сущего (положение Первооснов теологии 206).
Это 'путешествие' является онтологическим, когда оно включает в себя цикл рождения и смерти, и эпистемологический, когда сознание вовлечено в низкие или более высокие занятия в течение времени жизни.
'Тело', по Проклу, имеет несколько чувств.
В самом простом случае тело — чистая космическая протяжённость, подобно тому, как это имеет место в случае тела неосязаемого света.
Наделенное слоями качеств тело становится физическим телом нашего чувственного опыта.
Когда душа нисходит в причастность, она приобретает ряд тел, называемых 'средствами передвижения' (ochaemata).
Каждая подверженная причастности душа имеет сначала тонкое, 'светящееся' тело-средство-передвижения (например, мировая душа имеет мировое пространчство).
Однако, любая душа, которая нисходит далее в физическую область, приобретает дальнейшее средство передвижения, составленное из четырех элементов, огня, воздуха, воды, земли.
Наконец, те, которые воплощаются на земле (например, люди) приобретают их единичное телесное тело.
Таким образом, типы души соответствуют их степени причастности телу (что согласуется с общей метафизикой).
Средства передвижения играли важную роль в религии.
После смерти душа очищается, теряет свою неразумную природу и связанное с ней средство передвижения, состоящее из 4-х стихий.
Она становится свободной для восхождения со своим светящимся средством передвижения.
Так как сущность человеческой жизни пребывает в бессмертной душе, которая отделима от физического тела, то Прокл придерживается Пифагорейско-платоновской доктрины переселения душ (см. Платон; Пифагор; Пифагореизм).
Однако, он не полагает, что душа может перевоплотиться назад в эволюционном масштабе к полному сознанию.
Ссылки на перевоплощения людей в животных (Платон, Тимей 42b-c), для Прокла имеют смысл, если рассматриваются в психологическом отношении, не биологически: то есть, человек может вести жизнь волка (если он несправедлив) или осла (если ненасытен), но не может быть перевоплощён в актуального волка или осла.

## Влияние
Через своих студентов (например, Аммония) и труды, Прокл повлиял на последующую греческую философию в её двух ведущих центрах, Афинах и Александрии, до конца античности в седьмом столетии.
Его метафизическая система была адаптирована Псевдо-Дионисием Ареопагитом для христианской небесной иерархии.
В свою очередь, это повлияло как на Византийских мыслителей (Максим Исповедник, Иоанн Дамаскин), так и на таковых из латинского Запада (см. Эриугена; Гроссетест).
Исламские богословы десятого столетия, как, например, Ихван ал Сафа’, были вдохновлены эманациолизмом Прокла и теорией математических сущностей (см. также Неоплатонизм в исламской философии).
Кроме того, арабские ученые произвели компиляцию его Первооснов теологии под именем Аристотеля (см. Теология Аристотеля).
Фома Аквинский был первым, кто обнаружил, что Прокл был автором учений во всех этих трудах.
Друг Аквинского Уильям Мёрбике сделал первые латинские переводы главных трудов Прокла.
Новая волна прямого влияния Прокла происходит в Византии с одиннадцатого до пятнадцатого столетия, и в Ренессансном Европейском гуманизме, особенно у Марсилио Фичино и Николая Кузанского.
Оттуда, философия Прокла и наука могут обнаружиться у Кеплера, Кембриджских Платоников (см. Кембриджский Платонизм), Спинозы, английских Романтиков и у различных философах идеализма, достигающего высшей точки у Гегеля (см. также Идеализм).

## Труды Прокла
Прокл написал многочисленные комментарии к диалогам Платона, к Евклиду, сочинениям Аристотеля, Гомера, Гесиода, пояснения для студентов. Среди них:
- Первоосновы теологии перевод: Лосева А. Ф.
- На теологию Платона
- О десяти сомнениях касательно промысла
- О промысле, судьбе и о том, что в нас
- Об ипостасях зла
- Комментарии Прокла к отдельным платоновским диалогам (некоторые переведены на рус.)
- Комментарий на 1 кнугу «Начал» Евклида / Перевод двух введений Ю. А. Шичалина[1]
- Элементы физики / перевод С. В. Месяц[2]
- Обзор астрономических положений
- Эклоги из халдейской философии
- О жертвоприношении и магии

Этот список плохо согласуется с данным в Суда, pi,2473. Творчеству Прокла в сети посвящён проект Прокл Диадох

## 5. Современные исследования по философии Прокла
Gersh, S. (1973) Kineesis Akineetos; A Study of Spiritual Motion in the Philosophy of Proclus, Leiden: Brill.
Lloyd, A.C. (1967) Athenian and Alexandrian Neoplatonism’, in A.H. Armstrong (ed.) Cambridge History of Later Greek and Early Medieval Philosophy, Cambridge: Cambridge University Press, 302-25.
Lloyd, A.C. (1990) The Anatomy of Neoplatonism, Oxford: Clarendon Press.
Saffrey, H.D. and Pepin, J. (eds) (1987) Proclus: lecteur et interprete des anciens , Paris: CNRS.
Siorvanes, L. (1996) Proclus: Neo-Platonic Philosophy and Science, Edinburgh: Edinburgh University Press and New Haven, CT: Yale University Press.